# Danviks skans

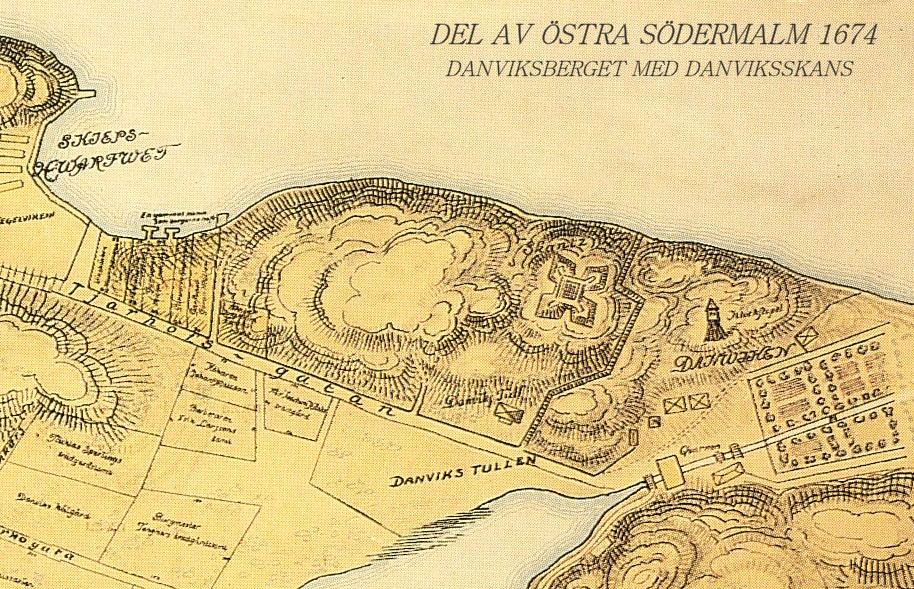
Området kring Danviks skans 1674.

Danviks skans  var en befästningsanläggning mellan Saltsjön och Hammarby sjö vid nuvarande Fåfängan på Södermalm i Stockholm. Skansen anlades 1659 och de sista resterna revs efter 1774 när grosshandlaren Fredrik Lundin byggde sin malmgård och sitt lusthus Fåfängan.
I samband med kriget mot Danmark 1643-1645, det så kallade Torstensonska kriget, beslöts att säkra de östra och södra landpassagerna till och från Södermalm, vedh Gruindhen och Danvijken medh skantz och soldate besettning. 
Vid Danvikstull fanns en smal landtunga mellan Hammarby sjö och Saltsjön, här uppfördes Danviks skans, som samtidigt kunde bevaka Stockholms inlopp. Vid "Grinden" mellan Hammarby sjö och Mälaren (nuvarande Årstaviken) fanns en liknande landtunga och där uppfördes Söder skans. Arbetena för båda skansar leddes från och med 1657 av fortifikationsingenjören Johan Peter Kirstenius (son till Petrus Kirstenius). 1656 började han anlägga Dalarö skans och han hade även varit ingenjör vid förstärkningsarbetena för Vaxholms fästning samt fick dessutom ledningen av befästningsarbetena i Södermanlands skärgård (se Hörningsholms skansar).
Befästningsanläggningen vid Danviken var byggd som en fyrudding stjärna med vall och vallgrav och en krans av fyra raveliner (uddformade vallanordningar). Danviks skans och Söder skans iståndsattes 1677, 1710, 1719 och 1732, därefter saknades medel för vidare upprustningar.
Platsen köptes 1774 av Fredrik Lundin, där han anlade sin malmgård och sitt lusthus Fåfängan. Malmgården finns fortfarande kvar, det är den ljusröd-putsade trevåningsbyggnaden vid foten av bergets norra sida intill Masthamnen. Lusthuset Fåfängan lät Lundin byggda på bastionens fundament och vid lusthuset anlade han en trädgård. För de omfattande terrassmurarna användes sten från befästningen. Vägen upp till toppen (nuvarande Klockstapelsbacken) hade redan 1710 byggts av ryska krigsfångar. 
Fortfarande på 1940-talet planerade Stockholms stad att bygga bostadshus på höjden öster om Fåfängan. Kvartersnamnen Redutten och Bastionen hade anknytning till Danviks skans. I en stadsplan från 1966 fastställdes hela området som park. Idag finns här en restaurang där gästerna kan njuta av en storslagen utsikt över Stockholms inlopp.

## Nutida bilder

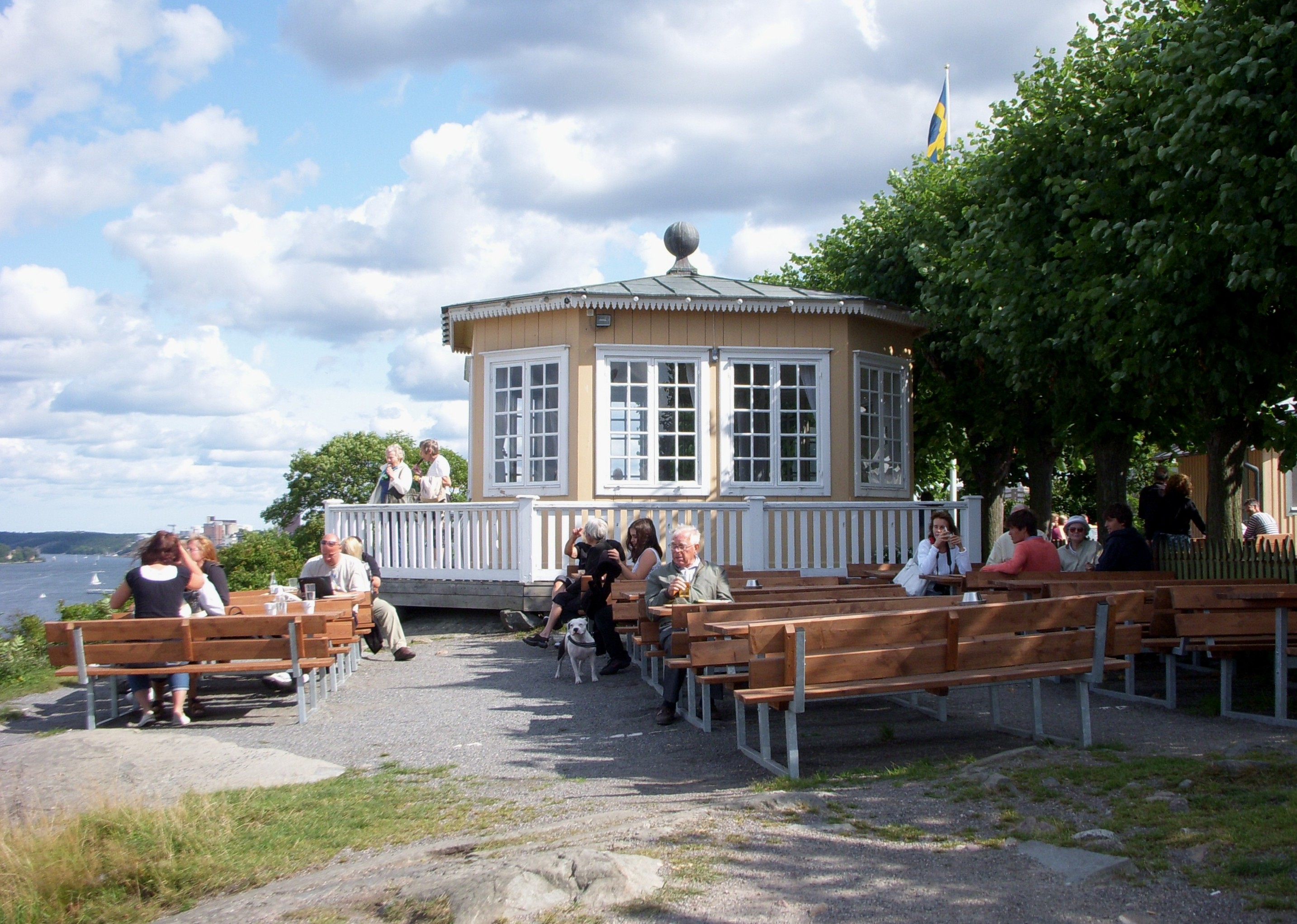
Fåfängans lusthus står på platsen för Danviks skans.
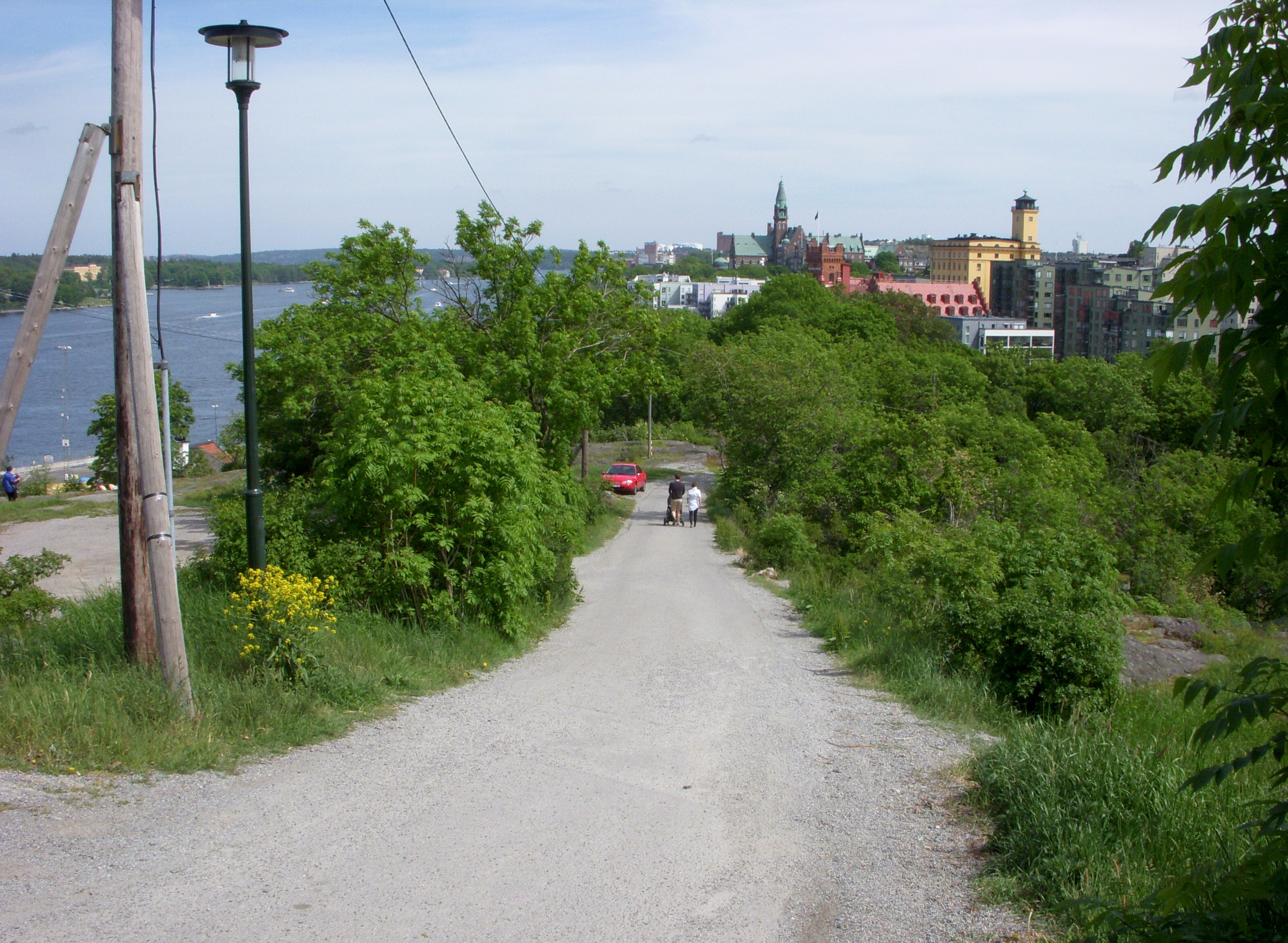
Vägen upp till toppen byggdes 1710 av ryska krigsfångar.
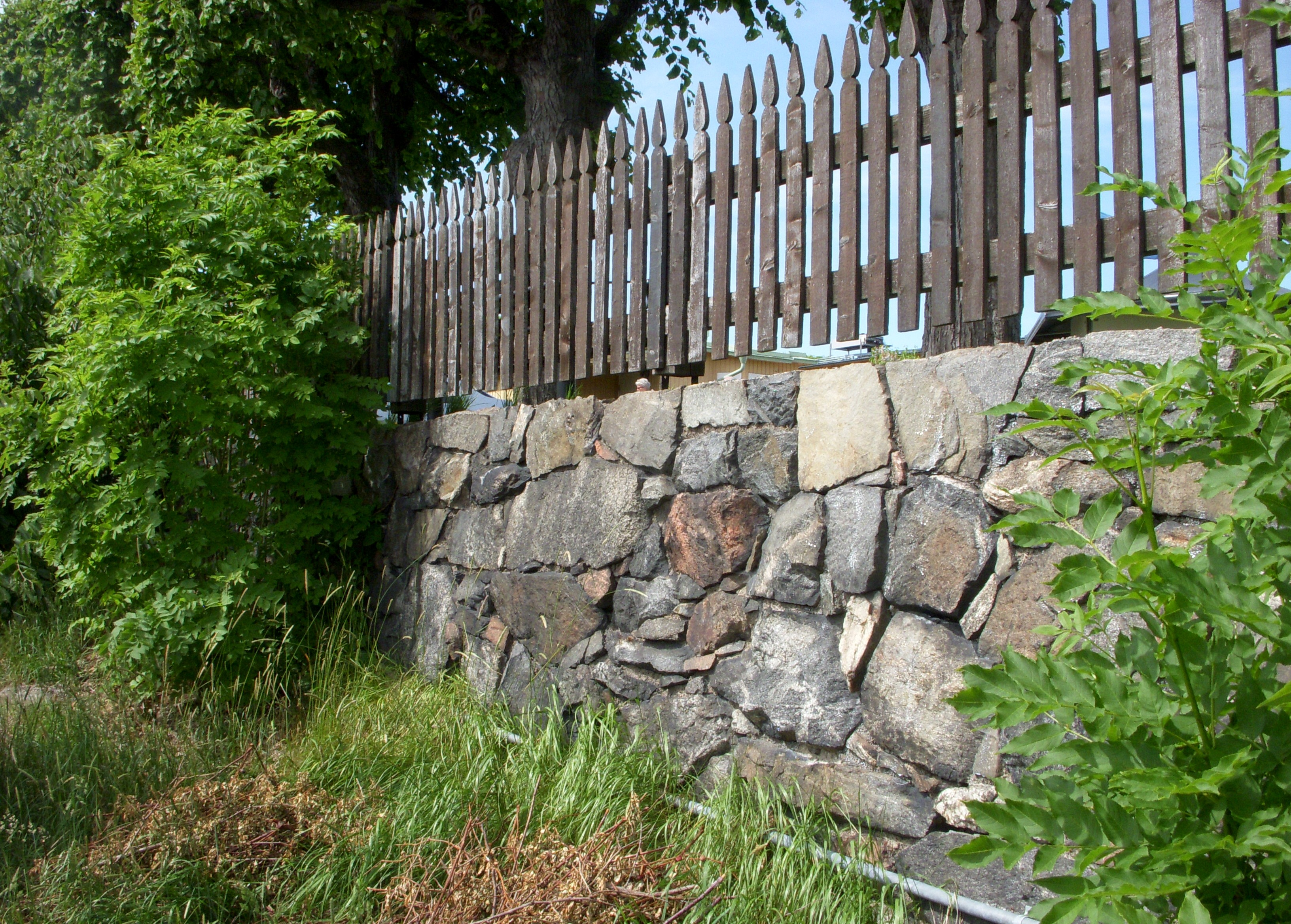
Stödmurar till terrassen uppfördes med sten från skansen.
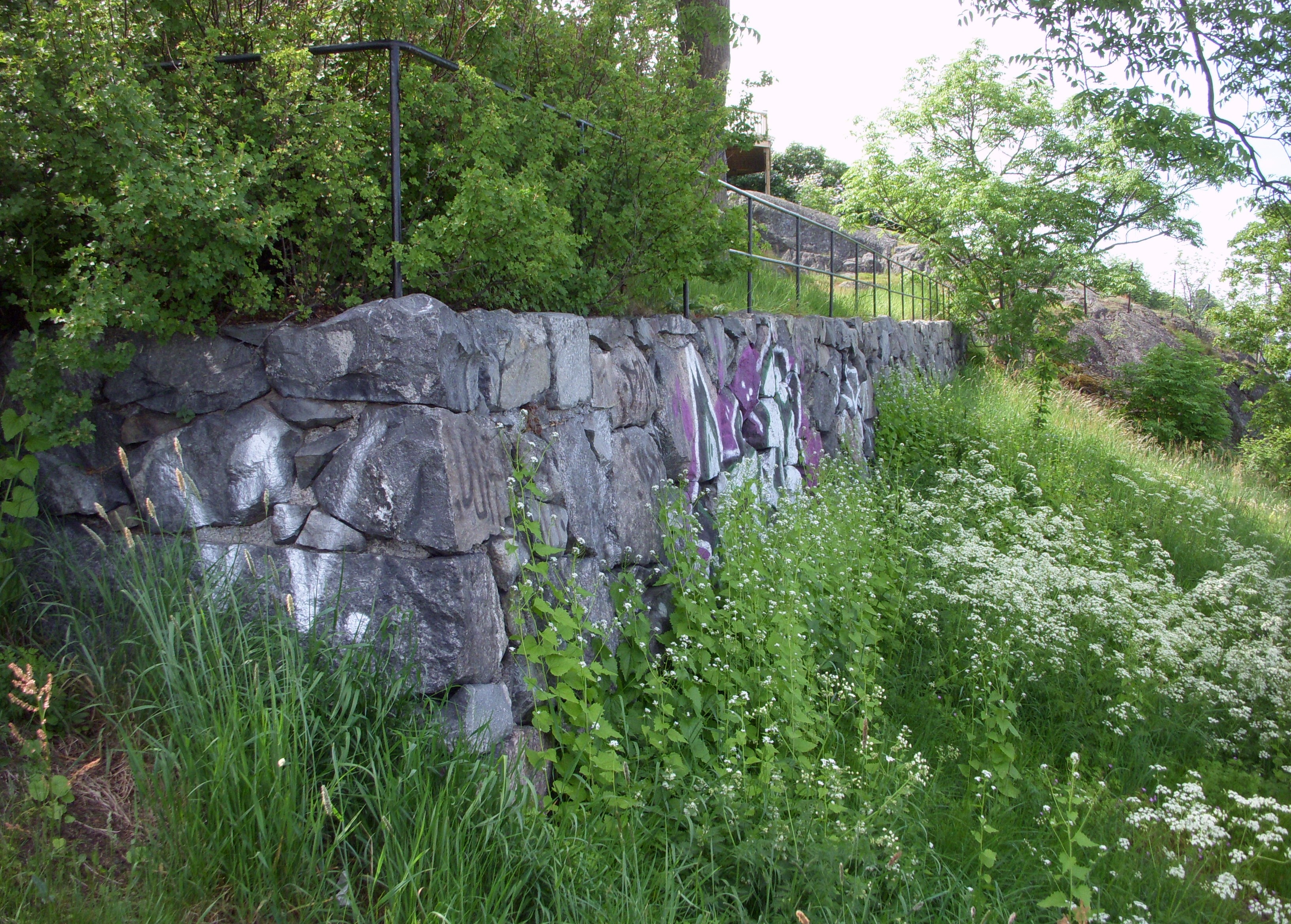
För de omfattande terrassmurarna användes sten från befästningen.